# Gran Premio di Monaco 1993
Il Gran Premio di Monaco 1993 è stato un Gran Premio di Formula 1 disputato il 23 maggio 1993 sul Circuito di Monaco. La gara è stata vinta da Ayrton Senna su McLaren.

## Qualifiche
Prost ottiene la sesta pole position stagionale su sei gare; il francese precede Schumacher, Senna, Hill, Alesi, Patrese, Berger, Wendlinger, Andretti e Comas.

### Classifica
| Pos                     | No | Pilota               | Costruttore               | Tempo    | Distacco |
| ----------------------- | -- | -------------------- | ------------------------- | -------- | -------- |
| 1                       | 2  | Alain Prost          | Williams - Renault        | 1:20.557 |          |
| 2                       | 5  | Michael Schumacher   | Benetton - Ford           | 1:21.190 | +0.633   |
| 3                       | 8  | Ayrton Senna         | McLaren - Ford            | 1:21.552 | +0.995   |
| 4                       | 0  | Damon Hill           | Williams - Renault        | 1:21.825 | +1.268   |
| 5                       | 27 | Jean Alesi           | Ferrari                   | 1:21.948 | +1.391   |
| 6                       | 6  | Riccardo Patrese     | Benetton - Ford           | 1:22.117 | +1.560   |
| 7                       | 28 | Gerhard Berger       | Ferrari                   | 1:22.394 | +1.837   |
| 8                       | 29 | Karl Wendlinger      | Sauber - Ilmor            | 1:22.477 | +1.920   |
| 9                       | 7  | Michael Andretti     | McLaren - Ford            | 1:22.994 | +2.437   |
| 10                      | 20 | Érik Comas           | Larrousse - Lamborghini   | 1:23.246 | +2.689   |
| 11                      | 30 | Jyrki Järvilehto     | Sauber - Ilmor            | 1:23.715 | +3.158   |
| 12                      | 9  | Derek Warwick        | Footwork - Mugen-Honda    | 1:23.749 | +3.192   |
| 13                      | 25 | Martin Brundle       | Ligier - Renault          | 1:23.786 | +3.229   |
| 14                      | 12 | Johnny Herbert       | Lotus - Ford              | 1:23.812 | +3.255   |
| 15                      | 19 | Philippe Alliot      | Larrousse - Lamborghini   | 1:23.907 | +3.350   |
| 16                      | 14 | Rubens Barrichello   | Jordan - Hart             | 1:24.086 | +3.529   |
| 17                      | 23 | Christian Fittipaldi | Minardi - Ford            | 1:24.298 | +2.741   |
| 18                      | 10 | Aguri Suzuki         | Footwork - Mugen-Honda    | 1:24.524 | +3.967   |
| 19                      | 4  | Andrea De Cesaris    | Tyrrell - Yamaha          | 1:24.544 | +3.987   |
| 20                      | 11 | Alessandro Zanardi   | Lotus - Ford              | 1:24.888 | +4.331   |
| 21                      | 26 | Mark Blundell        | Ligier - Renault          | 1:24.972 | +4.415   |
| 22                      | 3  | Ukyo Katayama        | Tyrrell - Yamaha          | 1:25.236 | +4.679   |
| 23                      | 15 | Thierry Boutsen      | Jordan - Hart             | 1:25.267 | +4.710   |
| 24                      | 21 | Michele Alboreto     | Scuderia Italia - Ferrari | 1:26.444 | +5.887   |
| 25                      | 24 | Fabrizio Barbazza    | Minardi - Ford            | 1:26.582 | +6.025   |
| Vetture non qualificate |    |                      |                           |          |          |
| NQ                      | 22 | Luca Badoer          | Scuderia Italia - Ferrari | 1:29.613 | +9.056   |

## Gara
Al via le posizioni di testa rimangono invariate ma Prost si muove con leggero anticipo rispetto al semaforo verde e riceve di conseguenza uno stop-and-go di 10 secondi per partenza anticipata; al momento però di ripartire dai box dopo aver scontato la penalità il motore gli si spegne e quando i meccanici della Williams-Renault riescono finalmente a farlo ripartire, il francese rientra al 22º posto doppiato di un giro dal primo; riuscirà tuttavia a chiudere quarto, nonostante il circuito di Monaco notoriamente non favorisca i sorpassi. Il comando della corsa lo prende quindi Schumacher, che guadagna terreno su Senna fino al 32º giro, quando di colpo perde tre secondi, prima di ritirarsi il giro successivo per un problema idraulico. In testa va allora la McLaren-Ford di Ayrton Senna, seguito da Hill e dal duo Ferrari, con Berger che dà vita ad un duello rusticano con il compagno di squadra Alesi, riuscendo, dopo un contatto al 62º giro, a passarlo al 64º giro. Alesi sarà anche protagonista di un'incomprensione durante il doppiaggio di Zanardi.
L'austriaco non si accontenta e si mette alla caccia della Williams-Renault di Damon Hill, che raggiunge al 71º giro, andandolo però a speronare al Loews. Chi ci rimette però è solo Berger, ritirandosi, mentre Hill riuscirà a ripartire dopo essere andato in testacoda. Ayrton Senna con la McLaren-Ford invece conduce la gara fino alla vittoria (nonostante il brivido di un cambio gomme "difettoso" che aveva portato Hill nelle sue vicinanze), la sua sesta a Monaco (quinta consecutiva). Il brasiliano batte così il record di vittorie nel Principato di Graham Hill e si riporta in testa al mondiale. Alesi porta alla Ferrari il primo podio stagionale. Quinto è Fittipaldi, ancora a punti con la Minardi-Ford (quarta e ultima volta stagionale per la scuderia di Faenza), infine Brundle chiude la classifica a punti.

### Classifica
| Pos      | No | Pilota               | Costruttore               | Giri | Tempo/Ritiro                 | Partenza | Punti |
| -------- | -- | -------------------- | ------------------------- | ---- | ---------------------------- | -------- | ----- |
| 1        | 8  | Ayrton Senna         | McLaren - Ford            | 78   | 1:52:10.947                  | 3        | 10    |
| 2        | 0  | Damon Hill           | Williams - Renault        | 78   | +52.118                      | 4        | 6     |
| 3        | 27 | Jean Alesi           | Ferrari                   | 78   | +1:03.362                    | 5        | 4     |
| 4        | 2  | Alain Prost          | Williams - Renault        | 77   | +1 giro                      | 1        | 3     |
| 5        | 23 | Christian Fittipaldi | Minardi - Ford            | 76   | +2 giri                      | 17       | 2     |
| 6        | 25 | Martin Brundle       | Ligier - Renault          | 76   | +2 giri                      | 13       | 1     |
| 7        | 11 | Alessandro Zanardi   | Lotus - Ford              | 76   | +2 giri                      | 20       |       |
| 8        | 7  | Michael Andretti     | McLaren - Ford            | 76   | +2 giri                      | 9        |       |
| 9        | 14 | Rubens Barrichello   | Jordan - Hart             | 76   | +2 giri                      | 16       |       |
| 10       | 4  | Andrea De Cesaris    | Tyrrell - Yamaha          | 76   | +2 giri                      | 19       |       |
| 11       | 24 | Fabrizio Barbazza    | Minardi - Ford            | 75   | +3 giri                      | 25       |       |
| 12       | 19 | Philippe Alliot      | Larrousse - Lamborghini   | 75   | +3 giri                      | 15       |       |
| 13       | 29 | Karl Wendlinger      | Sauber - Ilmor            | 74   | +4 giri                      | 8        |       |
| 14       | 28 | Gerhard Berger       | Ferrari                   | 70   | Collisione con D.Hill        | 7        |       |
| Ritirato | 12 | Johnny Herbert       | Lotus - Ford              | 61   | Collisione con M. Brundle    | 14       |       |
| Ritirato | 6  | Riccardo Patrese     | Benetton - Ford           | 53   | Motore                       | 6        |       |
| Ritirato | 20 | Érik Comas           | Larrousse - Lamborghini   | 51   | Incidente                    | 10       |       |
| Ritirato | 10 | Aguri Suzuki         | Footwork - Mugen-Honda    | 46   | Incidente                    | 18       |       |
| Ritirato | 9  | Derek Warwick        | Footwork - Mugen-Honda    | 43   | Acceleratore                 | 12       |       |
| Ritirato | 5  | Michael Schumacher   | Benetton - Ford           | 32   | Problema idraulico           | 2        |       |
| Ritirato | 3  | Ukyo Katayama        | Tyrrell - Yamaha          | 31   | Perdita d'olio               | 22       |       |
| Ritirato | 21 | Michele Alboreto     | Scuderia Italia - Ferrari | 28   | Cambio                       | 24       |       |
| Ritirato | 30 | Jyrki Järvilehto     | Sauber - Ilmor            | 23   | Collisione con K. Wendlinger | 11       |       |
| Ritirato | 15 | Thierry Boutsen      | Jordan - Hart             | 12   | Sospensione                  | 23       |       |
| Ritirato | 26 | Mark Blundell        | Ligier - Renault          | 3    | Sospensione                  | 21       |       |
| NQ       | 22 | Luca Badoer          | Scuderia Italia - Ferrari | /    | Non qualificato              |          |       |

## Classifiche

### Piloti
| Pos | Pilota               | Punti |
| --- | -------------------- | ----- |
| 1   | Ayrton Senna         | 42    |
| 2   | Alain Prost          | 37    |
| 3   | Damon Hill           | 18    |
| 4   | Michael Schumacher   | 14    |
| 5   | Mark Blundell        | 6     |
| 5   | Johnny Herbert       | 6     |
| 7   | Martin Brundle       | 5     |
| 7   | Jyrki Järvilehto     | 5     |
| 7   | Riccardo Patrese     | 5     |
| 7   | Christian Fittipaldi | 5     |
| 11  | Jean Alesi           | 4     |
| 12  | Philippe Alliot      | 2     |
| 12  | Michael Andretti     | 2     |
| 12  | Gerhard Berger       | 2     |
| 12  | Fabrizio Barbazza    | 2     |
| 16  | Alessandro Zanardi   | 1     |

### Costruttori
| Pos | Team                    | Punti |
| --- | ----------------------- | ----- |
| 1   | Williams - Renault      | 55    |
| 2   | McLaren - Ford          | 44    |
| 3   | Benetton - Ford         | 19    |
| 4   | Ligier - Renault        | 11    |
| 5   | Lotus - Ford            | 7     |
| 5   | Minardi - Ford          | 7     |
| 7   | Ferrari                 | 6     |
| 8   | Sauber - Ilmor          | 5     |
| 9   | Larrousse - Lamborghini | 2     |

## Fonti
- Grandprix.com. URL consultato il 31 maggio 2009.
- GpUpdate.com [collegamento interrotto], su f1.gpupdate.net. URL consultato il 31 maggio 2009.
- Teamdan.org, su silhouet.com. URL consultato il 31 maggio 2009.